# تپه دامنه کوه چلل (۱۱۴ - H)
تپه دامنه کوه چلل (۱۱۴ - H) مربوط به دوران پیش از تاریخ ایران باستان است و در شهرستان هرسین، روستای زازرم واقع شده و این اثر در تاریخ ۲۴ فروردین ۱۳۸۲ با شمارهٔ ثبت ۸۱۶۷ به‌عنوان یکی از آثار ملی ایران به ثبت رسیده است.